# De fem herskerteknikker
De fem herskerteknikker forekommer i den norske kvindeforsker Berit Ås' artikel fra 1979 om begrebet herskerteknikker. De var oprindeligt formuleret af den norske filosof og psykolog Ingjald Nissen i bogen Psykopaternes diktatur fra 1945. Ås reducerede Nissens oprindelige ni herskerteknikker til fem og hævdede i 1979, at de anvendes på særlige måder overfor kvinder (f.eks. i debatter), skønt de i princippet kan anvendes overfor alle undertrykte grupper.

## Herskerteknikker
Teknikkerne er
- Usynliggørelse – individet overses
- Latterliggørelse – personens indsats hånes eller latterliggøres
- Tilbageholdelse af information – personen holdes i uvidenhed om ting, andre som en selvfølge informeres om
- Dobbeltafstraffelse – ligegyldigt hvad personen gør, mødes den med bebrejdelse. Det er et lån fra den amerikanske sociolog Robert K. Merton (1910-2003), der opsummerede dobbeltafstraffelsen som Damned if you do, damned if you don't
- Påføring af skyld og skam latterliggørelse, ydmygelse og ærekrænkelse